# 柳楽智和
柳楽 智和（なぎら ともかず、1985年10月17日 - ）は、島根県出雲市出身 の元サッカー選手。現役時のポジションはディフェンダー（DF）。

## 人物
センターバックとしては小柄の身長ながら、卓越したフィジカルの強さ とファイターとも評される闘志みなぎるハードマークで 相手エースを抑える。野球選手の和田毅投手は、実家が近所で幼馴染。

## 来歴
2001年に立正大淞南高校へ進学し、在学中の3年連続で全国高校サッカー選手権に出場。2003年度の選手権では全国ベスト16の成績を残し、チームで唯一の優秀選手及び高校選抜に選出された。
2004年にアビスパ福岡へ加入。大熊清監督の下、U-19日本代表として出場した同年のアジアユースでは堅守で3位に入り、翌2005年開催のワールドユース出場権を勝ち取った。ワールドユースでは追加招集で急遽メンバー入りし、福岡同期入団の中村北斗と共にレギュラーとして出場。柳楽は主に増嶋竜也及び水本裕貴と3バックを組み、ストッパーに配された。オランダ戦ではFWライアン・バベルのマークを担い 1得点を許したものの、個人の勝負ではバベルを抑え込んでいた。決勝トーナメント第1戦のモロッコ戦では、後半アディショナルタイムに自身のマークするFWイアジュール (Mouhcine Iajour) から得点を奪われ敗戦。ベスト16に終わったものの、柳楽の闘争心溢れるプレーぶりは高評価を得た。
しかし、ワールドユース以後の福岡では、集中力を持続しきれずに 精神的なムラが現れ、プレーが荒くなってしまう課題から満足な出場機会を得られずにいた。2006年9月のJ1第23節横浜FM戦では、相手FW久保竜彦との交錯で 小競り合いとなり、久保からビンタ・頭突きを見舞われた（久保は退場）。また、同年12月のJ1・J2入れ替え戦終了後には審判控室の扉を蹴り、審判団に侮辱的な発言をして出場停止処分を科された。さらに2007年9月J2第38節鳥栖戦では、鍋島將起主審の判定に猛抗議し、副審の胸を小突いたことで4試合に及ぶ出場停止。
2008年も当初はメンバー入りしていなかったが、同年のリーグ戦初出場となったJ2第8節鳥栖戦で対人の強さを発揮して無失点勝利に貢献。以後の2試合も1失点で切り抜け、先発に定着。同年5月のJ2第15節C大阪戦で公式戦初得点を記録した。シーズン途中加入のDF丹羽大輝に一時ポジションを譲るも、終盤は丹羽とのコンビで起用された。課題としていた落ち着きと安定感も身に付き、2009年にはDF田中誠の加入によりポジション争いが激化する中、前年以上の試合出場を記録し、守備の中軸としての立ち位置を守り抜いた。しかし、2010年は田中がコンディションを戻し、丹羽と共にレギュラーに定着。柳楽は控えに追いやられ、同年限りで契約満了による退団となった。
2011年、大熊が監督を務め、中村も在籍するFC東京へ移籍加入。DF今野泰幸及び森重真人の前に公式戦出場は限られ、今野不在時に主力組に入るのがやっとだったが、地道に練習を重ね 控え組を引っ張った。
2012年、ガイナーレ鳥取から2年越しのオファーを受け、完全移籍。高校生時以来の生まれ育った山陰地方でのプレーとなった。激しい守備と巧みなビルドアップは健在で、2013年にはセンターバックだけでなくサイドバックでも奮戦。最終ラインの核として、チーム最多となる リーグ戦40試合出場を記録した。
クラブからの契約更新提示を固辞し、2013年シーズン終了後に現役引退を表明。引退後は福岡市内の民間企業に就職し、2015年9月15日に放送されたローカルテレビ番組にて営業社員として登場。

## 所属クラブ
- 四絡SC[4] (出雲市立四絡小学校[25])
- 出雲市立第三中学校[4]
- 立正大学淞南高等学校
- 2004年 - 2010年 アビスパ福岡
- 2011年 FC東京
- 2012年 - 2013年 ガイナーレ鳥取

## 個人成績
| 国内大会個人成績 | 国内大会個人成績 | 国内大会個人成績 | 国内大会個人成績 | 国内大会個人成績 | 国内大会個人成績 | 国内大会個人成績 | 国内大会個人成績 | 国内大会個人成績 | 国内大会個人成績 | 国内大会個人成績 | 国内大会個人成績 |
| 年度             | クラブ           | 背番号           | リーグ           | リーグ戦         | リーグ戦         | リーグ杯         | リーグ杯         | オープン杯       | オープン杯       | 期間通算         | 期間通算         |
| 年度             | クラブ           | 背番号           | リーグ           | 出場             | 得点             | 出場             | 得点             | 出場             | 得点             | 出場             | 得点             |
| 日本             | 日本             | 日本             | 日本             | リーグ戦         | リーグ戦         | リーグ杯         | リーグ杯         | 天皇杯           | 天皇杯           | 期間通算         | 期間通算         |
| ---------------- | ---------------- | ---------------- | ---------------- | ---------------- | ---------------- | ---------------- | ---------------- | ---------------- | ---------------- | ---------------- | ---------------- |
| 2004             | 福岡             | 30               | J2               | 0                | 0                | -                | -                | 0                | 0                | 0                | 0                |
| 2005             | 福岡             | 23               | J2               | 1                | 0                | -                | -                | 2                | 0                | 3                | 0                |
| 2006             | 福岡             | 23               | J1               | 8                | 0                | 3                | 0                | 1                | 0                | 12               | 0                |
| 2007             | 福岡             | 13               | J2               | 11               | 0                | -                | -                | 0                | 0                | 11               | 0                |
| 2008             | 福岡             | 13               | J2               | 27               | 1                | -                | -                | 1                | 0                | 28               | 1                |
| 2009             | 福岡             | 13               | J2               | 35               | 0                | -                | -                | 1                | 0                | 36               | 0                |
| 2010             | 福岡             | 13               | J2               | 11               | 0                | -                | -                | 3                | 0                | 14               | 0                |
| 2011             | FC東京           | 34               | J2               | 1                | 0                | -                | -                | 0                | 0                | 1                | 0                |
| 2012             | 鳥取             | 6                | J2               | 16               | 1                | -                | -                | 1                | 0                | 17               | 1                |
| 2013             | 鳥取             | 3                | J2               | 40               | 1                | -                | -                | 1                | 0                | 41               | 1                |
| 通算             | 日本             | 日本             | J1               | 8                | 0                | 3                | 0                | 1                | 0                | 12               | 0                |
| 通算             | 日本             | 日本             | J2               | 142              | 3                | -                | -                | 9                | 0                | 151              | 3                |
| 総通算           | 総通算           | 総通算           | 総通算           | 150              | 3                | 3                | 0                | 9                | 0                | 163              | 3                |

- 2005年08月02日：J2初出場 - J2第24節 vsベガルタ仙台 (仙台)[4]
- 2006年09月09日：J1初出場 - J1第22節 vs大分トリニータ (九石ド)
- 2008年05月21日：J2初得点 - J2第15節 vsセレッソ大阪 (長居)[4]
- 2012年10月28日：J2 100試合出場 - J2第40節 vsロアッソ熊本 (とりスタ)

その他の公式戦
- 2013年
  - J2・JFL入れ替え戦 2試合0得点

## 代表歴
- 2003年 - U-18日本代表 : 仙台カップ国際ユースサッカー大会（離脱）
- 2004年 - U-19日本代表 : トゥーロン国際大会、SBSカップ 国際ユースサッカー（準優勝）、AFCユース選手権2004（3位）
- 2005年 - U-20日本代表 : カタール国際親善トーナメント（準優勝）、2005 FIFAワールドユース選手権（ベスト16）、アグリバンクカップ（離脱）
- 2006年 - U-21日本代表